# Johann Gottlieb Glauber
Johann Gottlieb Glauber (Utrecht, 1656 - Breslau, 1703) was een etser en kunstschilder in de Gouden Eeuw. Hij schilderde italianiserende landschappen en havengezichten.
Zijn vader was Johann Rudolph Glauber en hij was de jongere broer van Johannes en Diana Glauber. Hij was een leerling van Jacob Knyff. Glauber ging samen met zijn broer en zijn zus naar Italië. Hij verbleef in Parijs, Lyon, Rome, Padua, Venetië en Hamburg. Hij was lid van de Bentvueghels en had er de bijnaam Myrtillo. Toen zijn broer terugging naar Holland, ging hij naar Wenen, Venetië, Praag en Breslau waar hij stierf.
- Biblioteca Nacional de España: XX1035951
- Biografisch Portaal: 28663390
- Digitale Bibliotheek voor de Nederlandse Letteren: glau005
- KulturNav: 83e29c35-d4e9-4bcd-971d-7d7f03f8517a
- RKD-Nederlands Instituut voor Kunstgeschiedenis: 32096
- Union List of Artist Names: 500047855
- Virtual International Authority File: 95998754